# Adrien de Braekeleer
Pour les articles homonymes, voir de Braekeleer.
Adrien de Braekeleer, né à Anvers le 1er mars 1818 et mort à Borgerhout le 5 avril 1904, est un peintre romantique belge spécialisé dans les scènes de genre, de scènes d'intérieur et de représentation d'animaux.

## Biographie
Ferdinand Norbert Adrien, connu sous le prénom d'« Adrien » de Braekeleer naît à Anvers en 1818. Il est le fils aîné de Jean Ferdinand Joseph de Braekeleer, serrurier (1783-1863) et d'Élisabeth Marie Aerts (1790-1845), parents de neuf enfants. Adrien est le frère de Jacques De Braekeleer (1823-1906), sculpteur.
Ses premières œuvres s'inspirent des maîtres flamands du XVIIe siècle. Il représente des scènes d'auberges (Officier fumant la pipe - Gentilhomme dans une auberge du 17e siècle] – Les joueurs de cartes), des activités d'artisans (Le magasin d'armures, L'imprimeur, Le forgeron) ou les intérieurs bourgeois et populaires (Mère avec deux enfants - Conversation après le repas). 
Neveu et élève de Ferdinand de Braekeleer, auprès duquel il a étudié la peinture et influencé par Henri Leys, il a exposé à de nombreux salons en Belgique dans la deuxième moitié du XIXe siècle, à Anvers et à Gand notamment (en 1874). Lorsqu'un tigre s'est échappé du zoo d'Anvers le 7 juin 1868, et porte un coup mortel à un ouvrier du port se rendant à son travail, il est abattu par Adrien de Braekeleer et trois autres tireurs. Il est dès lors décoré de la croix civique de Ire classe. L'artiste a ensuite transformé cet acte héroïque en un tableau conservé au zoo. 
Tandis qu'il avait déjà déposé ses pinceaux depuis plusieurs années, Adrien de Braekeleer meurt, célibataire, en son domicile, grand-rue de l'Église, 61, à Borgerhout, district de la ville d'Anvers, le 5 avril 1904 à l'âge de 86 ans,.

## Œuvres
Ses œuvres sont présentes dans les musées d'Anvers, de Hambourg, Stuttgart, Saint-Pétersbourg ou encore de Montréal.

### Expositions
- 1842, Exposition des Maîtres Vivants , Amsterdam : Une maison de campagne.
- 1843, Nimègue : Souper en plein air, Cour de ferme avec personnages.
- 1844, Exposition des Maîtres Vivants, Amsterdam : Une maison de campagne et Rafraîchissement après la leçon de musique.
- 1845, Exposition des Maîtres Vivants, Rotterdam : Une maison de campagne.
- 1845, Exposition des Maîtres Vivants, La Haye : Fête du village et L'amusant versificateur.
- 1849, Exposition des Maîtres Vivants, La Haye : Le joueur de cartes puni et La jeune femme hospitalière.
- 1859, Exposition des Maîtres Vivants, La Haye : L'artiste étudiant.
- 1868, Exposition des Maîtres Vivants, Amsterdam : La cuisine bien garnie.
- 1877, Exposition des Maîtres Vivants, Amsterdam : Le Politicien.
- 1878, Salon Triennal, Anvers : Chez le maréchal-ferrant.

### Musées
- Musée royal des beaux-arts d'Anvers.
- Kunsthalle de Hambourg.
- Stadsmuseum à Lierre.
- Musée des beaux-arts de Montréal.
- Musée des Beaux-Arts de Rennes.
- Kunstmuseum Stuttgart.
- Musée de l'Ermitage.

### Réception critique
En 1855, Henri Samuel, dans sa revue trimestrielle écrit au sujet d'Adrien de Braekeleer :

« Guidé par les conseils de son oncle, il s'appliqua d'abord à la peinture des animaux, et, sans atteindre à la haute renommée de son maître, il se fit remarquer des connaisseurs par une rare entente de la lumière et de ses effets.Il s'essaya dans le moulage et y réussit au point d' obtenir une médaille. Plus tard, il reprit le pinceau, et, délaissant sa matière primitive, il adopta le genre de son oncle, peignant tour à tour des intérieurs, des corps de garde, des scènes du temps de Louis XIII, etc. »

### Galerie

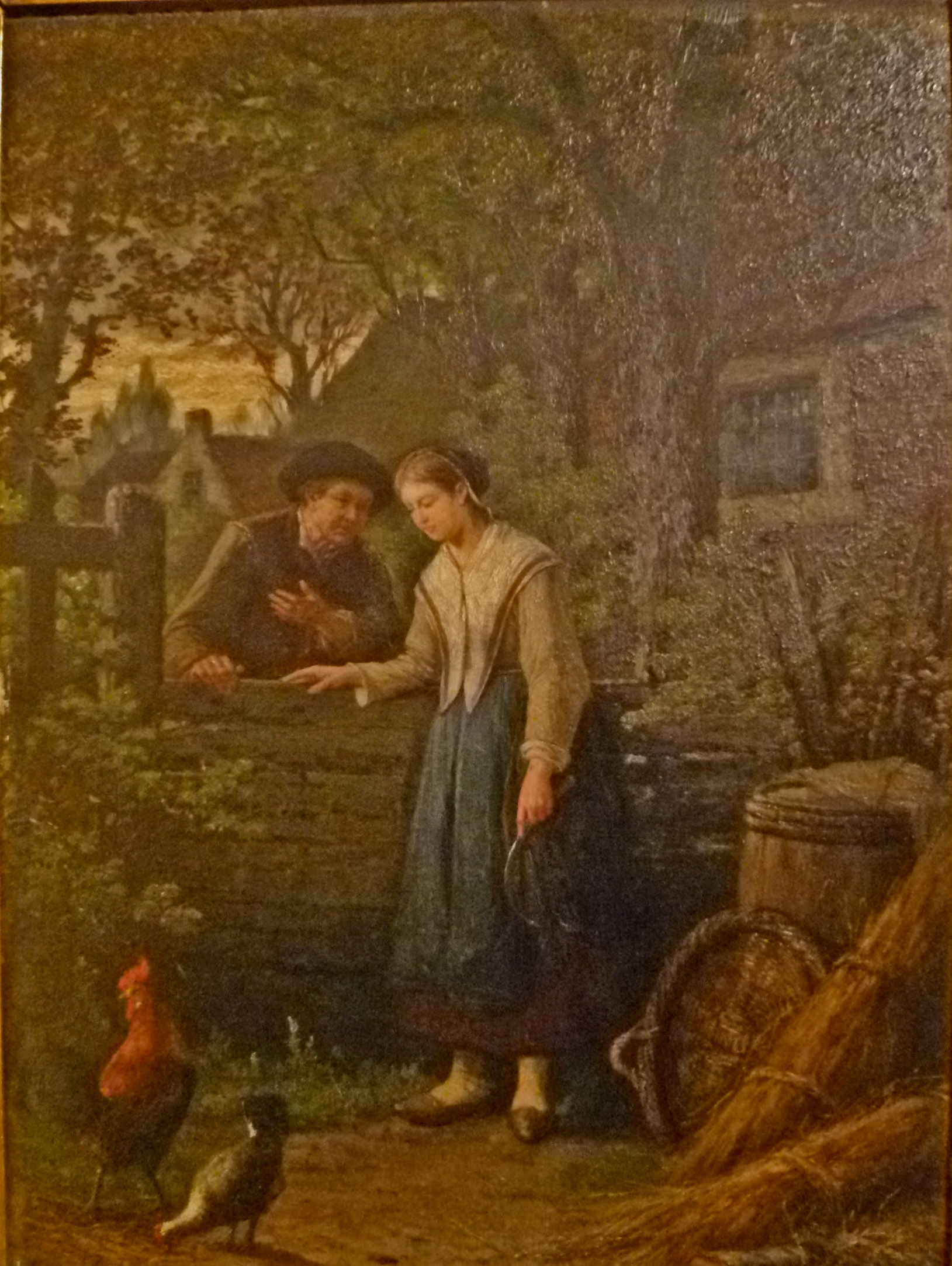
Jeune paysanne avec un homme et de la volaille.
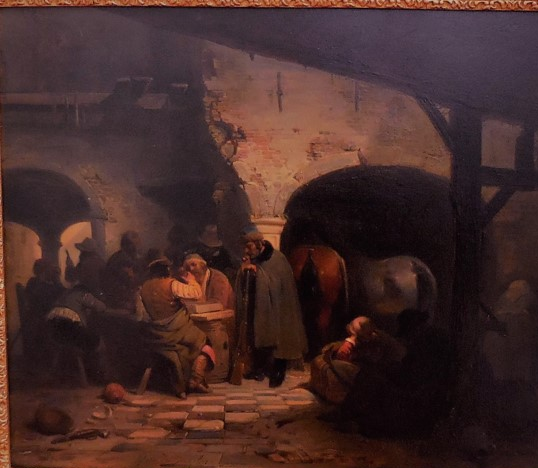
Chasseurs dans une auberge.
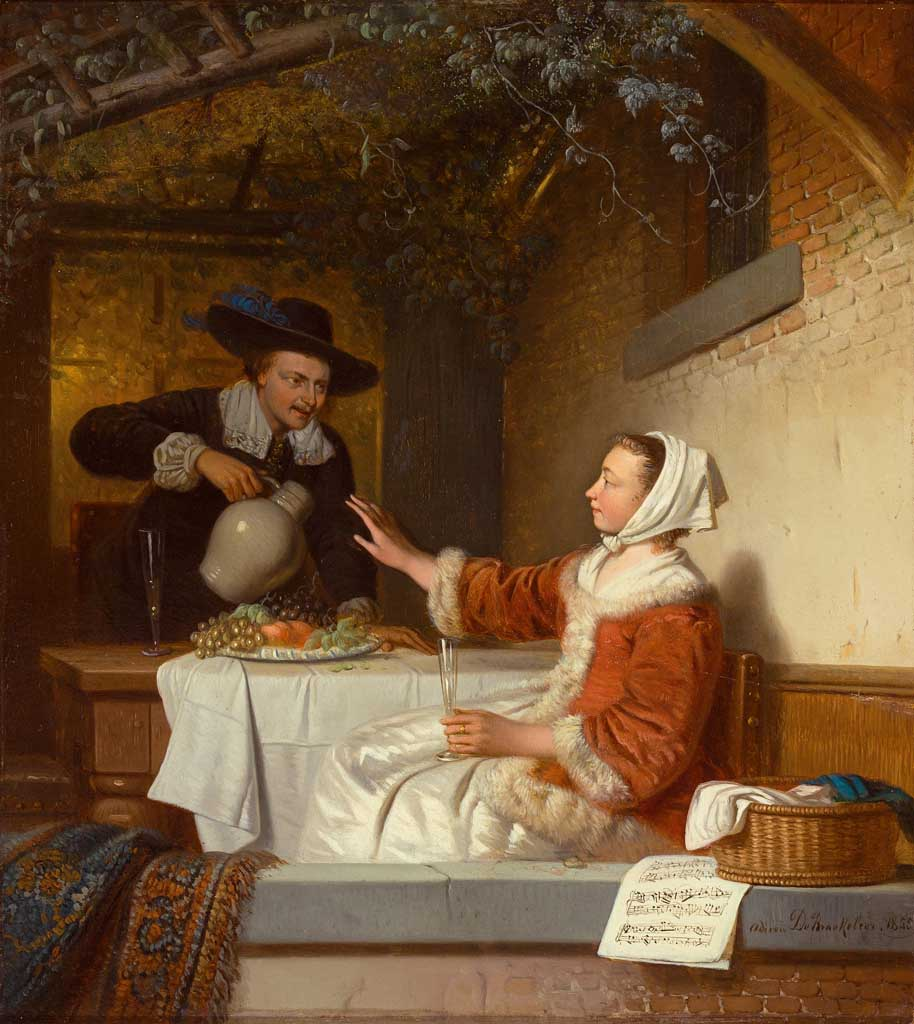
Scène de genre (1855).